# Holger Kahlbohm
 Holger Kahlbohm (* 25. September 1944 in Hamburg) ist ein Hamburger Politiker der SPD und ehemaliges Mitglied der Hamburgischen Bürgerschaft.

## Leben und Politik
Nach der Volksschule und Handelsschule folgte für Holger Kahlbohm eine Ausbildung zum Kaufmann im Groß- und Außenhandel. Als Kaufmann war er später auch tätig.
Kahlbohm ist seit 1963 Mitglied der SPD und war von 1978 bis 1991 Mitglied der Bezirksversammlung Wandsbek.
Er saß in der Hamburgischen Bürgerschaft von 1993 bis 2004. Dort war er unter anderem für seine Fraktion als Vorsitzender im Jugend- und Sportausschuss sowie als einfaches Mitglied im Wissenschaftsausschuss und im Haushaltsausschuss aktiv.